# Ferme Générale
A Ferme Générale (tradução literal, "fazenda geral") foi, no antigo regime francês, essencialmente uma terceirização customizada e uma operação fiscal indireta. Os agentes desse sistema coletavam impostos em nome do rei (somados as taxas bônus para si mesmos), em contratos renováveis de seis anos. Os maiores coletores de impostos desse sistema altamente impopular eram conhecidos como fermiers généraux (no singular fermier général), os quais seriam aproximadamente "agentes de impostos sobre fazendeiros" em português.
Nos séculos XVII e XVIII, os fermiers généraux enriqueceram imensamente e figuraram com destaque na história do mecenato cultural, como apoiadores da música francesa, grandes colecionadores de pinturas e esculturas, mecenas dos marchands-merciers e consumidores das artes de luxo na vanguarda da moda parisiense. Em seu romance Ferragus de 1833, o escritor Honoré de Balzac atribui o ar triste que paira sobre a Île Saint-Louis, no centro de Paris, às muitas casas ali pertencentes a fermiers généraux. Seus filhos ou netos compraram patentes de nobreza e suas filhas frequentemente se casavam com membros da aristocracia. Especialmente os membros de famílias aristocráticas empobrecidas estavam ansiosos para se casar com as filhas dos fermiers généraux para restaurar a riqueza que possuíam antes de sua ruína. A isto chamava-se no popular redorer son blason (literalmente "re-dourar o brasão de armas").

## História
Antes da Revolução Francesa em 1789, a receita pública baseava-se principalmente nos seguintes impostos:
- The Taille - Imposto direto sobre a terra cobrado de famílias camponesas e não nobres francesas, com base na quantidade de terra que possuíam. Em algumas províncias, foi utilizado o princípio da taille réelle, o que significava que o imposto era baseado no valor real de mercado do imóvel. Na maioria das províncias, o taille staffle foi aplicado: o nível de impostos era o resultado de uma estimativa arbitrária e bruta do valor do imóvel. Os nobres, os titulares de cargos públicos e os habitantes das grandes cidades estavam isentos do taille.
- O Taillon - Imposto para despesas militares.
- O Vingtième (um vigésimo) - Com base exclusivamente na receita (5 por cento da receita líquida de terras, propriedades, comércio, indústria e de escritórios oficiais).
- A Gabelle - Um sistema muito complicado de impostos e monopólios regionais terceirizados sobre o sal, com enormes disparidades de preços entre as diferentes províncias (por exemplo, o preço do sal em Paris era trinta vezes mais alto do que na Bretanha) que eram um forte atrativo para o contrabando.
- Os Aides - Tarifas nacionais sobre vários produtos, incluindo vinho e tabaco.
- Os Traites - Direitos alfandegários para a importação ou exportação de mercadorias de e para a França, ou para o transporte de mercadorias de uma província francesa para a vizinha (alfândega interna).
- O Octroi - Tarifa local cobrada sobre produtos que entram nas cidades, especialmente Paris.
- Os Droits féodaux (direitos feudais), uma longa lista de pequenos deveres para todos os eventos ou atividades possíveis na vida de um camponês (o direito de casar, de herdar, de usar o engenho, de usar os caminhos do aristocrata local, de ser isento de fazer tarefas obrigatórias para o senhor local, etc.), a serem pagas ao senhor local, ao rei ou a ambos e geralmente consideradas pelo camponês como arbitrárias e humilhantes.
- O Dîme ("a décima [parte]) - Um dízimo obrigatório para sustentar a igreja estatal e seu clero, recolhido pelos vigários, monges ou bispos locais (e, portanto, não um imposto no sentido legal). O Dîme tinha que ser pago em moeda legal (dinheiro) ou em bens materiais por todos os residentes, independentemente da sua religião.

### Agricultura de impostos antes de Colbert
A Ferme générale se desenvolveu em uma época em que a monarquia sofria de crônicas dificuldades financeiras. O Affermage (leasing, outsourcing) da cobrança do traite (direitos aduaneiros e impostos) tinha a vantagem de garantir ao Tesouro receitas previsíveis e regulares, ao mesmo tempo que reduzia a percepção do seu papel na cobrança de impostos. Os direitos foram inicialmente contratados separadamente a vários cobradores de impostos, que foram denominados traidores (que tinham o direito de receber o traite) ou partidários (que tinham uma participação (partie) na arrecadação do traite). Eles eram obrigados a pagar ao Tesouro Real a quantia estipulada em seu arrendamento e recebiam uma parte da receita e uma parte de qualquer excedente "inesperado". Cada direito era alugado separadamente, o que causava grande complexidade administrativa: a retirada da caução de bens poderia envolver várias fazendas fiscais. Antes de 1598, esse sistema havia se desenvolvido de forma que as fazendas fiscais eram distribuídas em cinco salários (partes da França).
Em 1598, o Superintendente das Finanças, o Duque de Sully, confiou a cobrança de impostos a uma fazenda em vez de cinco separadas, e sujeitou a cobrança de impostos aumentados nas províncias aos direitos do rei. A única fazenda tributária era chamada de Cinq Grosses Fermes (cinco grandes fazendas). Em 1607, ele emitiu novas regras (Règlement Général sur les Traites) sobre a cobrança de taxas numa tentativa de harmonizar os procedimentos. Ele também tentou constituir toda a França em uma única área alfandegária, mas não teve sucesso, pois as províncias "consideradas estrangeiras" (ou seja, que se tornaram parte da França após a fundação do Reino; especialmente o sul e a Bretanha) se recusaram a se fundir com a zona coberta pelo Cinq Grosses Fermes. Em meados do século XVII a França foi dividida para fins fiscais em três zonas principais:
- Províncias de Cinq Grosses Fermes sem direitos aduaneiros internos (desde 1664 por decisão de Colbert);
- Províncias "consideradas estrangeiras" e, portanto, negociaram taxas mais baixas em alguns impostos;
- Províncias "efetivamente seguindo o exemplo das províncias consideradas estrangeiras" (isto é, as últimas a se tornarem parte da França; especialmente Lorraine e Alsatia) que formaram zonas livres de impostos ao fazer comércio com os países estrangeiros vizinhos.

Nem todos os fermiers-généraux restringiram seu ponto de vista ao seu próprio enriquecimento: Pierre-Paul Riquet, nomeado colecionador em Languedoc-Roussillon em 1630, usou sua fortuna para construir o Canal du Midi que liga a costa mediterrânea da França a Toulouse e depois para o sistema de canais e rios que desaguam no Golfo da Biscaia, na costa atlântica, considerado um dos grandes feitos da engenharia do século XVII.

### A fazenda sob Colbert:traidoresepartidários
O processo foi desenvolvido sob a égide de Jean-Baptiste Colbert, Ministro das Finanças do Rei Luís XIV. Para reduzir o número desses fazendeiros e aumentar a parcela da arrecadação transferida para o Tesouro Real, Colbert procurou reunir um grande número de direitos em fermes générales (fazendas gerais). Os primeiros fermes générales foram instituídos em 1680 para coletar gabelos, ajudantes, taille e douane.
Embora por vezes de origem obscura, os financiadores que se apoderaram desses direitos muitas vezes acumularam rapidamente imensas fortunas que lhes permitiram desempenhar um papel político e social significativo. Sua ganância e excessos chocaram o público e foram muitas vezes transformados em objetos de ridículo na literatura, por exemplo, pelo dramaturgo Alain-René Lesage em sua comédia Turcaret de 1709, inspirada no financista Paul Poisson de Bourvallais.

### TheFerme générale(1726-90)
Em 1726, todas as fazendas existentes foram reunidas em um único arrendamento. Os quarenta fazendeiros gerais, que tinham garantias como contratantes do arrendamento, tornaram-se poderosos e fabulosamente ricos. Exemplos da primeira geração desses arrecadadores de impostos incluem Antoine Crozat, o primeiro proprietário privado da Louisiana francesa, os quatro irmãos Pâris e Alexandre Le Riche de La Poupelinière.
As crescentes críticas ao sistema Ferme générale levaram o governo a introduzir novos regulamentos em 1769, que tornaram a arrecadação de impostos e a administração do serviço a que a tributação era confiada a organismos públicos, recebendo seus gestores uma remuneração fixa. A carreira pública do economista reformista Anne-Robert-Jacques Turgot começou com sua nomeação em 1761 como intendente da généralité de Limoges.
Em 1780, por iniciativa de Jacques Necker, ministro das finanças de Luís XVI, os impostos indiretos foram distribuídos entre três empresas tributárias agrícolas: a Ferme générale (para direitos aduaneiros), a Ligue générale (para impostos sobre o álcool) e a Administration générale des domaines et des droits domaniaux (para impostos e taxas de registro de terras).
No final do século XVIII o sistema Ferme générale tornou-se um símbolo de uma sociedade desigual. A Ferme générale, e a grande riqueza de seus proprietários, era vista como encapsulando todas as perversões do sistema político e social. As pessoas atribuíram à própria empresa as injustiças e aborrecimentos - que na verdade surgiram da complexidade do sistema tributário -, incluindo a brutalidade das tropas que cobram impostos e a repressão brutal ao contrabando. O gabelle (imposto sobre o sal) era o mais impopular de todos os impostos.
A Ferme générale foi, portanto, uma das instituições do Ancien Régime que foi mais criticada durante a Revolução Francesa de 1789. Foi retratado como um grupo de tiranos predadores; o político girondino Antoine Français de Nantes, desde cedo conquistou a reputação de atacar este alvo importante. A Ferme générale foi então suprimida em 1790, com os fazendeiros gerais pagando o preço no cadafalso: 28 ex-membros do consórcio foram guilhotinados em 8 de maio de 1794. Entre eles estava Antoine Lavoisier, o pai da química moderna, cujo laboratório foi sustentado por receitas de sua administração da Ferme générale. Sua esposa, a química Marie-Anne Pierrette Paulze, que escapou da guilhotina, era filha de outro fazendeiro-general, Jacques Paulze.

### Organização
O aluguel da Ferme générale foi regulamentado por contratos de seis anos entre o rei e um indivíduo que atuava como uma figura de proa para a empresa. A Ferme générale detinha garantia para o empreiteiro. O número de sócios foi fixado em 40, após ter atingido quase 90 anteriormente. O empreiteiro se comprometeu a pagar ao Tesouro Real o valor do arrendamento e recebia em troca o excedente. Em 1780, foi estabelecido um limite máximo para essa remuneração.
A Ferme générale tinha a sua sede em Paris. Em seus escritórios centrais, empregava cerca de 700 pessoas, incluindo dois capelães. Suas operações locais incluíram até 42 escritórios provinciais e cerca de 25 000 agentes distribuídos em dois ramos de atividade; o dos gabinetes que fiscalizavam, liquidavam e cobravam as taxas e o das brigadas de guardas que procuravam e reprimiam o contrabando com penas muito severas (como trabalhos forçados ou enforcamento).
Os funcionários da Ferme générale não eram funcionários reais, mas agiam em nome do rei e, portanto, se beneficiavam de privilégios particulares e da proteção da lei. Além disso, os membros das brigadas de guardas tinham o direito de portar armas. A gestão da empresa foi gerida em conjunto pela Ferme générale. Eles se reuniam como comitês de especialistas e tinham o controle dos serviços externos da empresa.
Um dia antes da Revolução Francesa de 1789, quase todos os direitos de saques e direitos indiretos (como a gabelle, o imposto sobre o tabaco e vários impostos locais) foram concedidos. Por outro lado, as receitas do Tesouro Real com a Ferme générale representavam mais da metade da receita pública total. A empresa também havia construído o Muro dos Fazendeiros Gerais de 24 quilômetros entre 1784 e 1791 em Paris para garantir o pagamento de impostos sobre a entrada de mercadorias na cidade.

## Críticas aos métodos de cobrança de impostos
A Ferme générale era um dos componentes mais odiados do Ancien Régime pelos lucros que auferia às custas do Estado, pelo sigilo dos termos de seus contratos e pela violência de seus agentes armados.  críticas à Ferme générale também incluem:
- Órgãos públicos foram privados de um recurso;
- O serviço prestado nem sempre foi melhor a longo prazo;
- O custo pode ser maior para o contribuinte, que paga seus impostos mais a margem obtida pela Ferme générale;
- A recuperação de dívidas (de impostos em atraso) pela Ferme générale pode ser brutal;
- Privando-se de um recurso, a comunidade envolveu-se em dívidas e teve que encontrar novos impostos para obter dinheiro adicional.

Portanto, no final do século XVIII, o Estado francês se envolveu em uma dívida considerável, que foi fatorado entre as causas da Revolução Francesa.

## Papel cultural dos agricultores em geral
Os fazendeiros-gerais do Ancien Régime têm uma figura proeminente na história do mecenato cultural na França. O ilustrado fazendeiro-geral Le Normant de Tournehem era o guardião legal de Madame de Pompadour, responsável por sua educação - por sua vez, graças à influência dela, foi nomeado diretor-geral dos Bâtiments du Roi em dezembro de 1745, e ocupou o cargo, supervisionando as obras de construção real nas residências do rei em Paris e arredores, até sua morte em 1751. Como observou o arquiteto americano Fiske Kimball: “Sem preconceitos artísticos, ele era um homem de habilidade, honestidade e simplicidade, que se dedicou a uma administração eficiente".
Os fazendeiros-gerais também figuravam entre os proeminentes apoiadores da música francesa e colecionadores de pinturas e esculturas, como Pierre Grimod du Fort, e como patronos dos marchands-mercier, uma espécie de mercadores que lidavam com objetos de arte decorativa.
Como consumidores de arte luxuosa, os fazendeiros gerais estavam na vanguarda da moda parisiense, como Ange Laurent Lalive de Jully, uma patrona das artes que abraçou a forma inicial do estilo neoclássico nas artes decorativas chamada goût grec (lit. "gosto grego") Outros apenas se tornaram notórios por seu esbanjamento, como o irmão de Ange Laurent, Denis Joseph de La Live d'Épinay, o ex-marido da escritora e salonista Louise d'Épinay. O gourmand Alexandre Balthazar Laurent Grimod de La Reynière era filho do fazendeiro-general Laurent Grimod de La Reynière.
Filhos ou netos de agricultores-generais frequentemente compravam patentes de nobreza, com suas filhas se casando com membros da aristocracia.

## Voltaire e osfermiers
Em seu Voltaire, A Life (pp. 427-31), Ian Davidson descreve os eventos na propriedade de Voltaire em Ferney, ao norte de Genebra, na década de 1770.
Em 1770, centenas de relojoeiros fugiram das disputas políticas em Genebra e foram fazer uma nova vida em Ferney. Voltaire os ajudou a abrir uma nova relojoaria. Ele negociou uma isenção de impostos para os relojoeiros com o duc de Choiseul, primeiro-ministro da França. Mas em 1774, o negócio estava prosperando e os fazendeiros fiscais começaram a se interessar. Seguiram-se negociações tríplices entre os arrecadadores de impostos, Voltaire e Turgot. Em dezembro de 1775, Turgot confirmou a isenção dos relojoeiros do imposto sobre o sal (gabelle) e dos direitos de manutenção das estradas (corvée) e um valor foi acordado para compensar os fazendeiros fiscais pela perda de receita. Voltaire discursou em uma reunião pública em 12 de dezembro e os relojoeiros aceitaram o acordo.
Dois dias depois, Voltaire escreveu à sua amiga Mme de Saint-Julien:
... enquanto passávamos o tempo gentilmente agradecendo ao sr. Turgot, e enquanto toda a província estava ocupada com a bebida, os gendarmes dos cobradores de impostos, cujo tempo se esgota em 1º de janeiro, receberam ordens para nos sabotar. Eles marcharam em grupos de cinquenta, pararam todos os veículos, revistaram todos os bolsos, invadiram todas as casas e fizeram todo tipo de estrago em nome do rei, e obrigaram os camponeses a comprá-los com dinheiro. Não consigo conceber por que o povo não lhes tocou em todas as aldeias e por que não foram exterminados. É muito estranho que a ferme générale, com apenas mais duas semanas sobrando para eles manterem suas tropas aqui nos quartéis de inverno, deveria ter permitido ou mesmo encorajado em tais excessos criminosos. As pessoas decentes eram muito sábias e continham o povo comum, que queria se lançar sobre esses bandidos, como se fosse sobre lobos loucos.

Segundo Davidson, o bom senso prevaleceu apesar dessa violência, Voltaire foi nomeado comissário de impostos, os lucros atingiram o pico em 1776 e a relojoaria sobreviveu à revolução e continuou "até o século XIX".